# Bene di Giffen
Un bene di Giffen è un particolare tipo di bene per il quale un aumento del prezzo (o una diminuzione del reddito del consumatore) causa un aumento della domanda, e viceversa. Si tratta nella teoria microeconomica di un "bene inferiore" il cui effetto reddito è superiore all'effetto sostituzione, per cui la curva di domanda ha un'inclinazione positiva.

## Paradosso di Giffen
Nei suoi Principi di economia, l'economista inglese Alfred Marshall fornì una prima dimostrazione della pendenza negativa della curva di domanda insieme ad una chiara definizione dell'elasticità della domanda rispetto al prezzo, normalmente negativa. Nella terza edizione della sua opera (1895), tuttavia, sottopose all'attenzione alcune eccezioni rilevate dallo statistico scozzese Robert Giffen. In particolare Marshall faceva riferimento ad alcuni studi di Giffen sul consumo del pane: un aumento del prezzo del pane aveva un effetto così pesante sulle risorse dei lavoratori più poveri, che essi erano costretti a rinunciare alla carne e ad altri cereali più costosi; ne risultava quindi un aumento del consumo di pane nonostante l'aumento del prezzo.
Sembra, in realtà, che Giffen si riferisse alle patate, non al pane. Nel 1845 vi era stata in Irlanda una carestia che aveva aumentato il prezzo delle patate al punto che le famiglie povere, non potendosi permettere beni più costosi, dovettero aumentare proprio il consumo di patate. Questo risulta essere l'unico caso reale di bene di Giffen. Tuttavia, non sono stati trovati riferimenti simili né al pane né alle patate irlandesi nelle opere di Giffen. Tale fenomeno divenne comunque in seguito noto come paradosso di Giffen.
Va notato che Marshall propose il paradosso (aumento della domanda all'aumentare del prezzo) nell'ambito di un'analisi della domanda che, limitata espressamente a beni che costituissero una quota trascurabile della spesa totale di un individuo, considerava unicamente l'effetto sostituzione. In tal caso, un bene di Giffen è in primo luogo un bene per il quale non esistano sostituti. I successivi sviluppi della teoria del consumatore, dovuti a Sluckij, hanno introdotto la distinzione tra effetto sostituzione ed effetto reddito. Da tale punto di vista, la relazione positiva tra domanda e prezzo viene spiegata facendo riferimento alla diminuzione del reddito conseguente ad un aumento del prezzo di beni di prima necessità; i beni di Giffen costituiscono quindi un caso particolare dei beni cosiddetti inferiori, che presentano un'elasticità rispetto al reddito minore di zero (il loro consumo si riduce al crescere del reddito, al contrario dei beni di lusso).